# Idaea fervens
Idaea fervens är en fjärilsart som beskrevs av Butler 1881. Idaea fervens ingår i släktet Idaea och familjen mätare. Inga underarter finns listade i Catalogue of Life.